# Улица Эмиля Мелнгайля (Рига)
Улица Эмиля Мелнгайля (латыш. Emiļa Melngaiļa iela; в советское время улица Эмилиса Мелнгайлиса) — улица в исторической части города Риги, в Центральном районе. Пролегает в юго-восточном направлении, от улицы Стрелниеку до улицы Кришьяня Валдемара.

## История
Улица возникла на территории бывшего городского выгона; упоминается с XVIII века как Малая Кузнечная улица (нем. Kleine Schmiedestrasse, латыш. Mazā Kalēju iela). В 1885 году переименована в Кирпичную улицу (нем. Ziegelstrasse, латыш. Ķieģeļu iela), поскольку в прежние века в этом районе находились печи для обжига кирпича для нужд города. В 1954 году названа именем Э. Е. Мелнгайлиса (1874—1954), который с 1940 по 1954 год жил на углу этой улицы, в доме № 26 по ул. Антонияс.

## Транспорт
Общая длина улицы Эмиля Мелнгайля составляет 454 метра. Начало улицы (до перекрёстка с улицей Антонияс) асфальтировано, далее замощена брусчаткой. Разрешено движение в обоих направлениях. Общественный транспорт по улице не курсирует, но на улице Кришьяня Валдемара есть остановка «Emiļa Melngaiļa iela».

## Застройка
- Дом № 1а — олимпийский комплекс «Сконто». В советское время — стадион «Динамо», ранее — спортплощадка Юношеской христианской ассоциации (YMCA). В 1910 году на этой территории прошёл V Вселатвийский праздник песни[3].
- Дом № 2 — жилой дом «Petit Paris» (2005—2009, архитекторы Гатис Дидрихсонс, Марите Спрудзане, Янис Нейдерс).
- Дом № 3 — бывший доходный дом Хиллера (1897, архитектор Оскар Бар), затем в собственности АО «Т. Ригерт», на прилегающем участке велось производство. По некоторым сведениям, изначально был построен как публичный дом[3]. В настоящее время заброшен.
- Дом № 6 — частный дом (1934—1935, архитектор Николай Норд)[3].

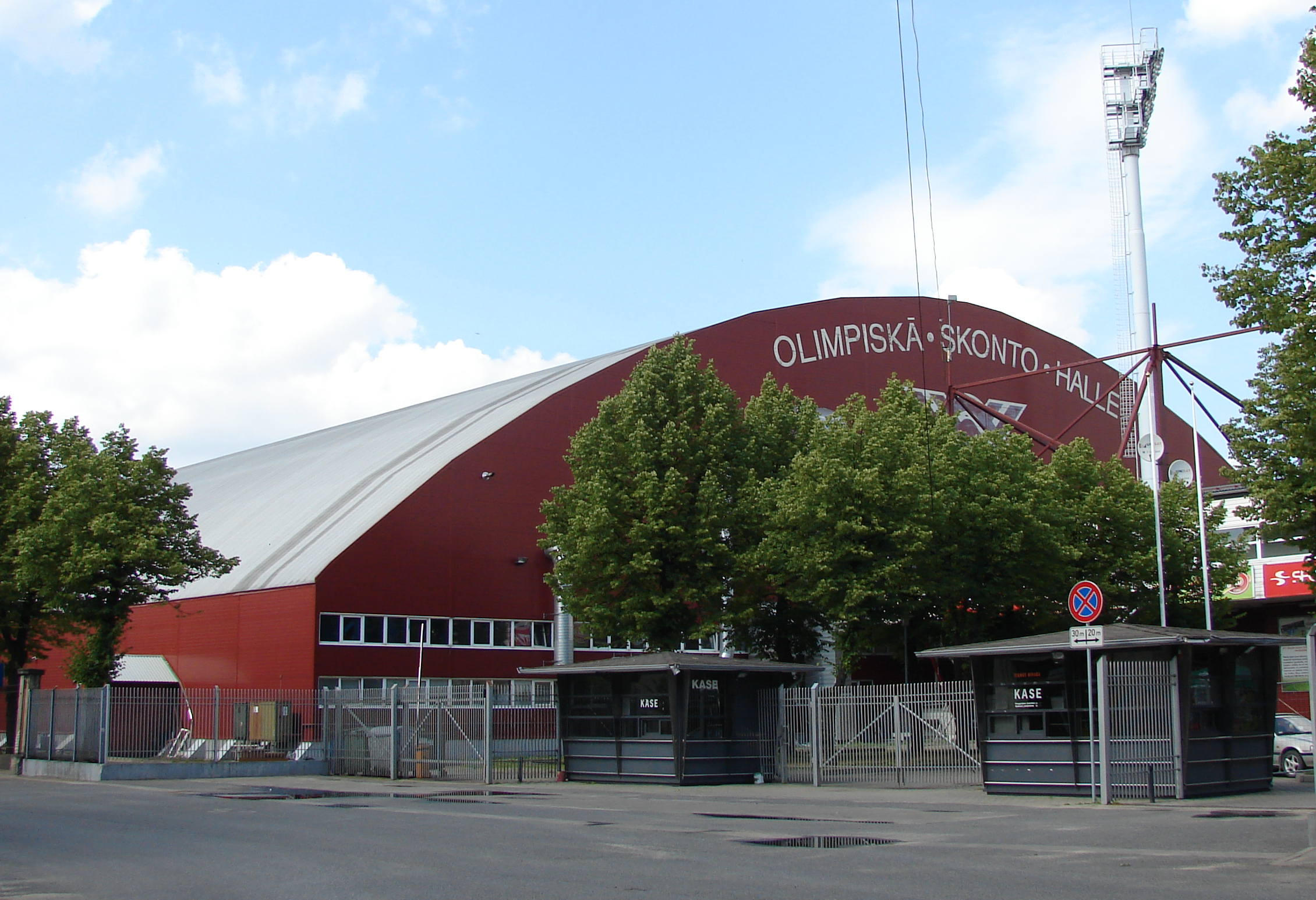
Олимпийский комплекс
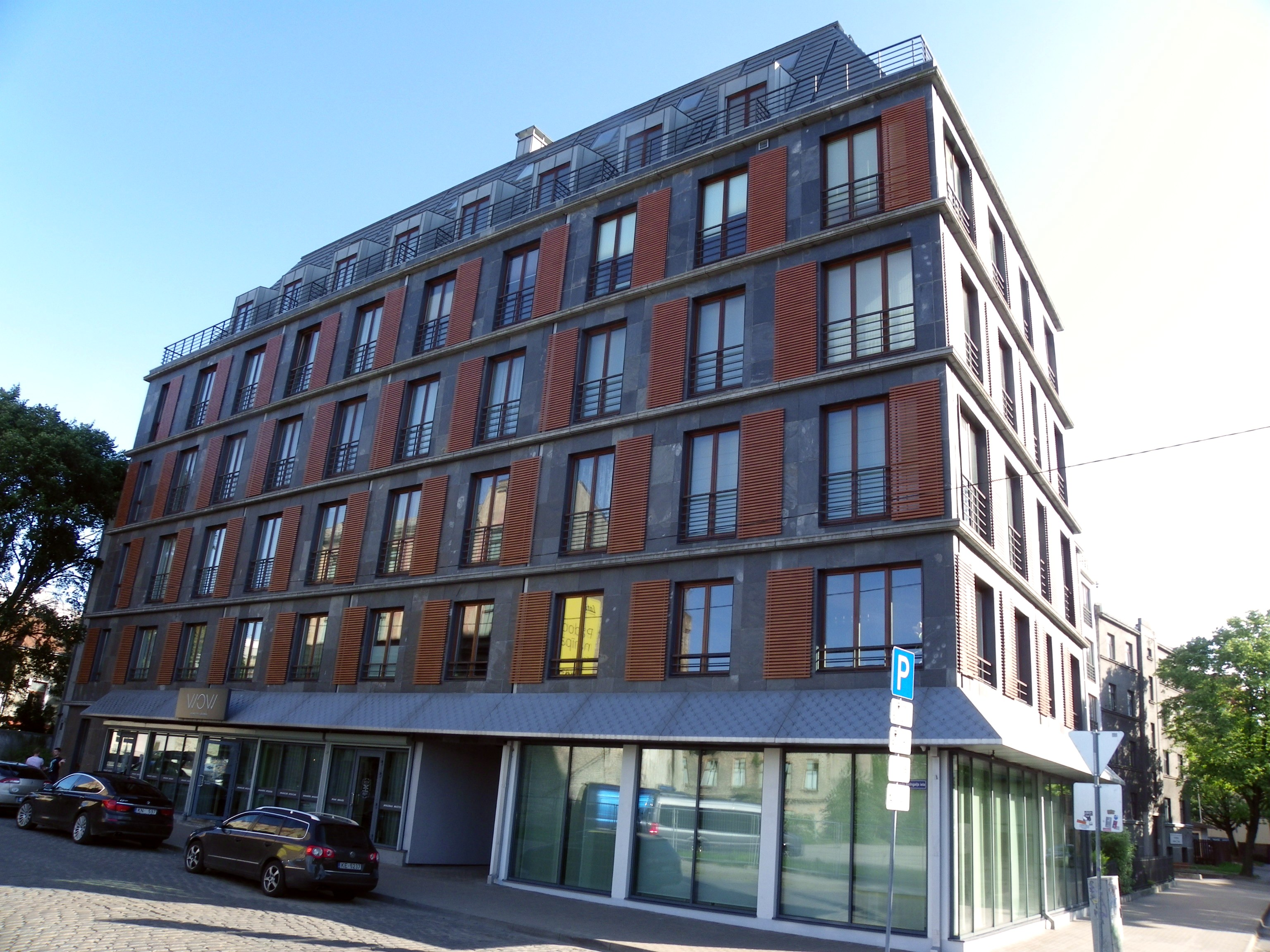
Дом № 2
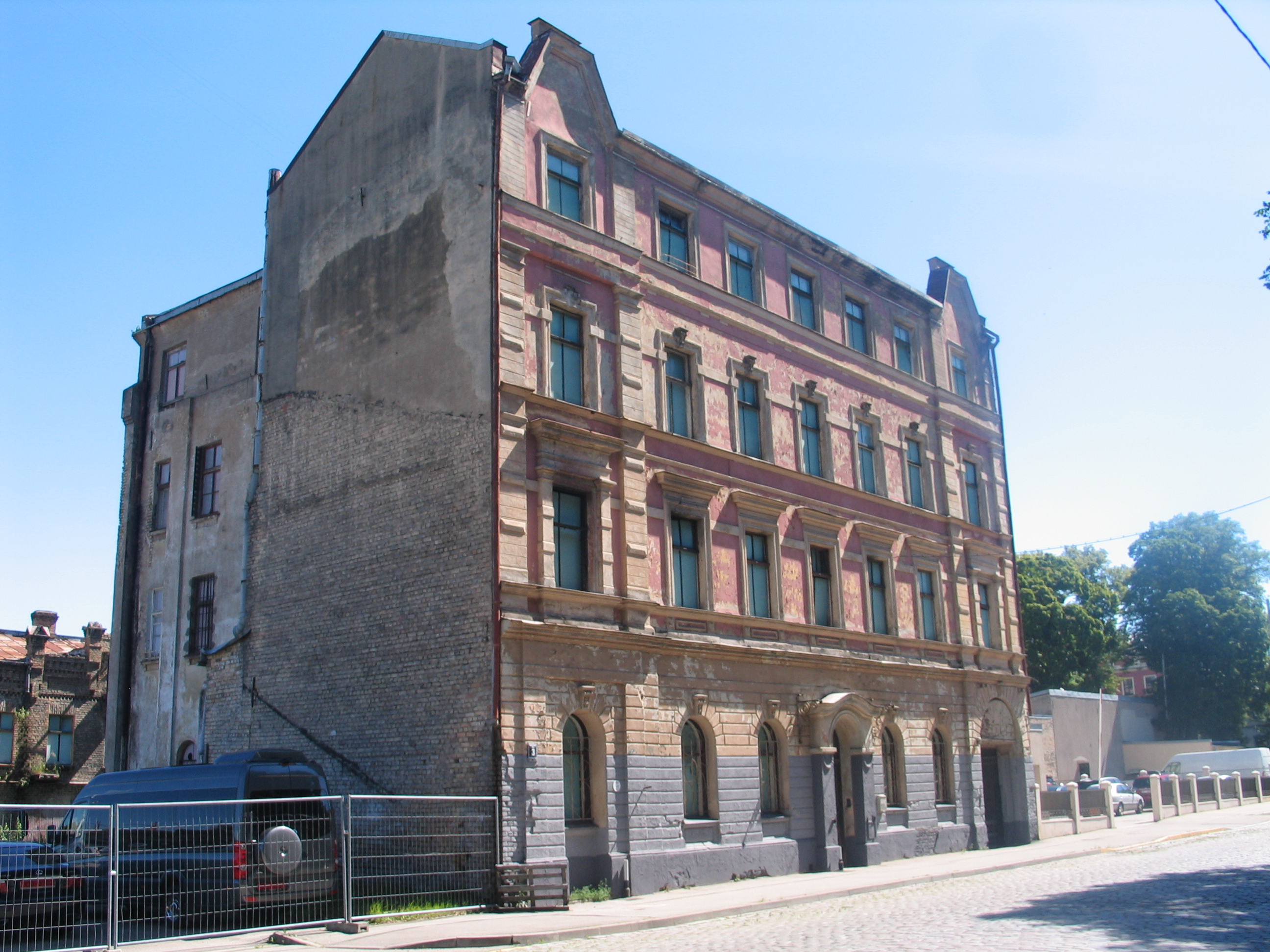
Дом № 3
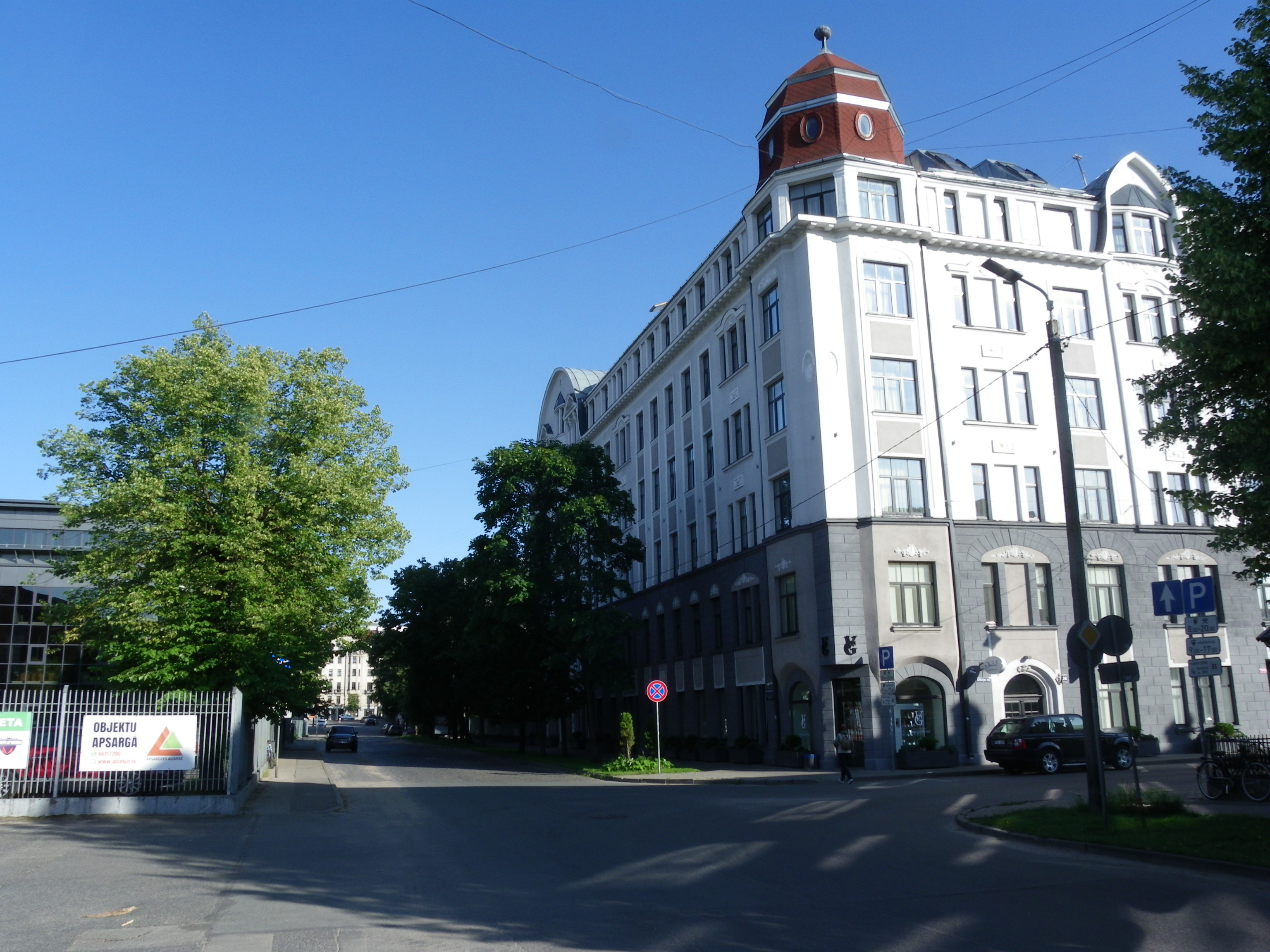
Перекрёсток с ул. Антонияс
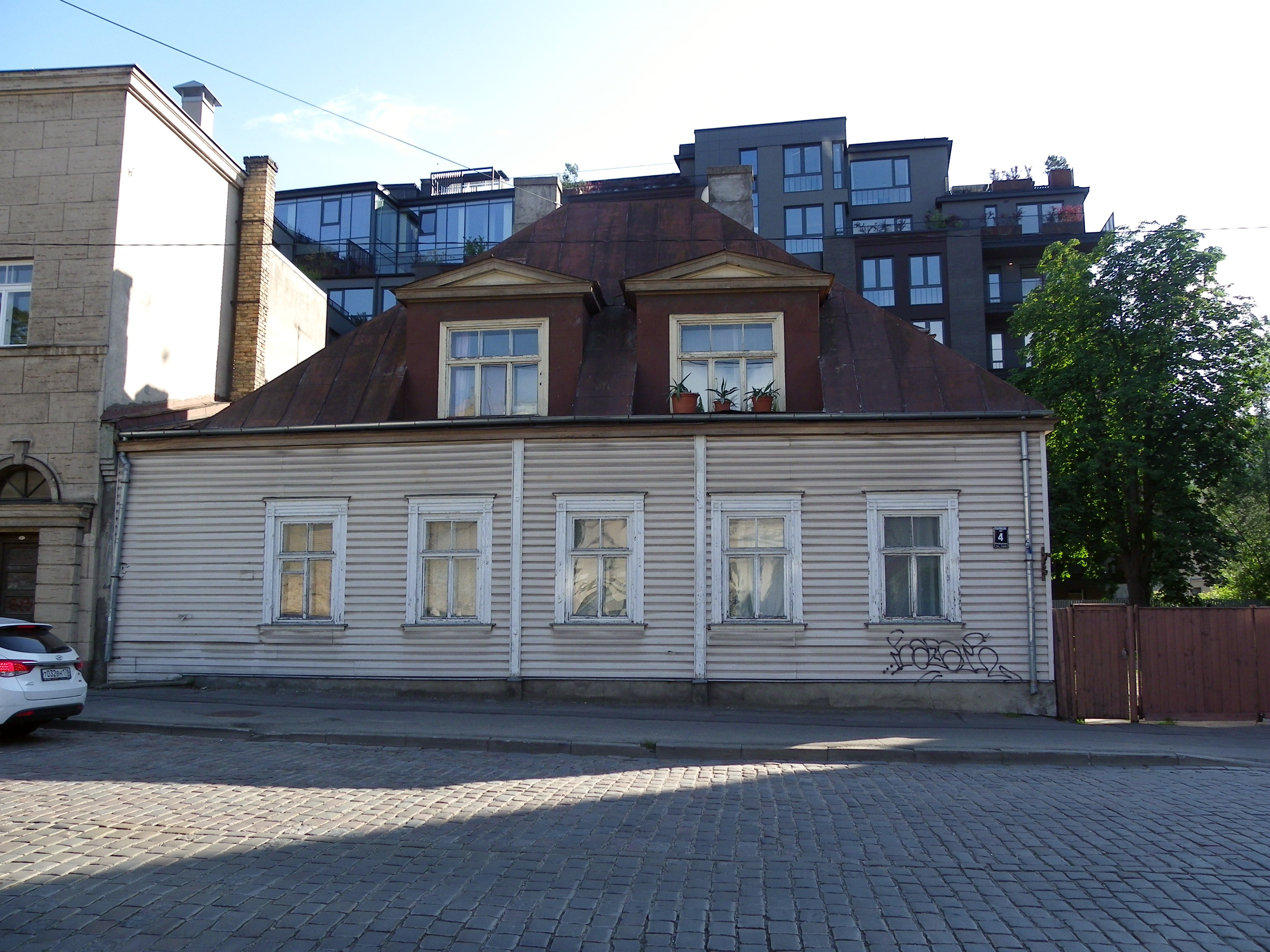
Дом № 4
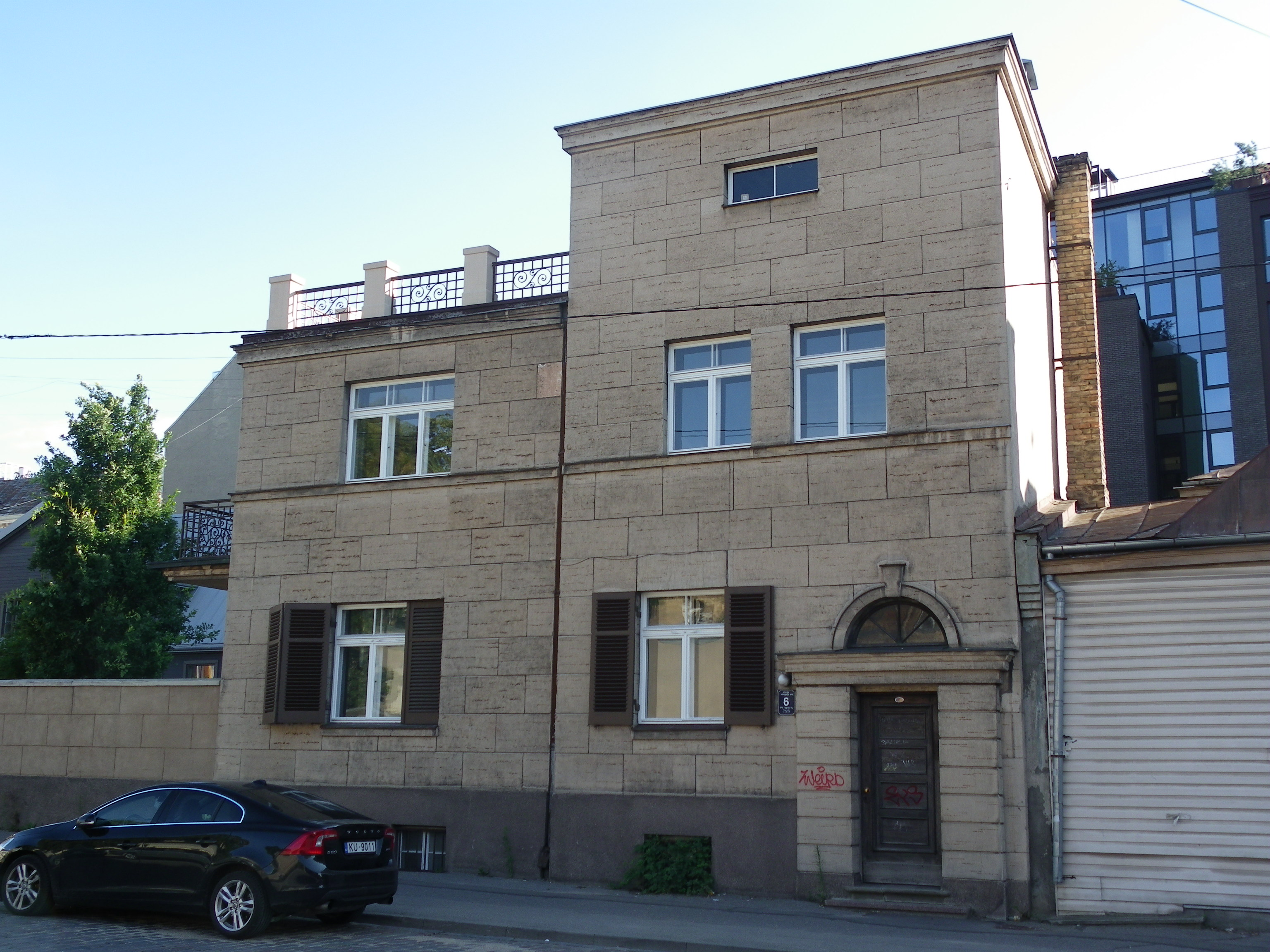
Дом № 6
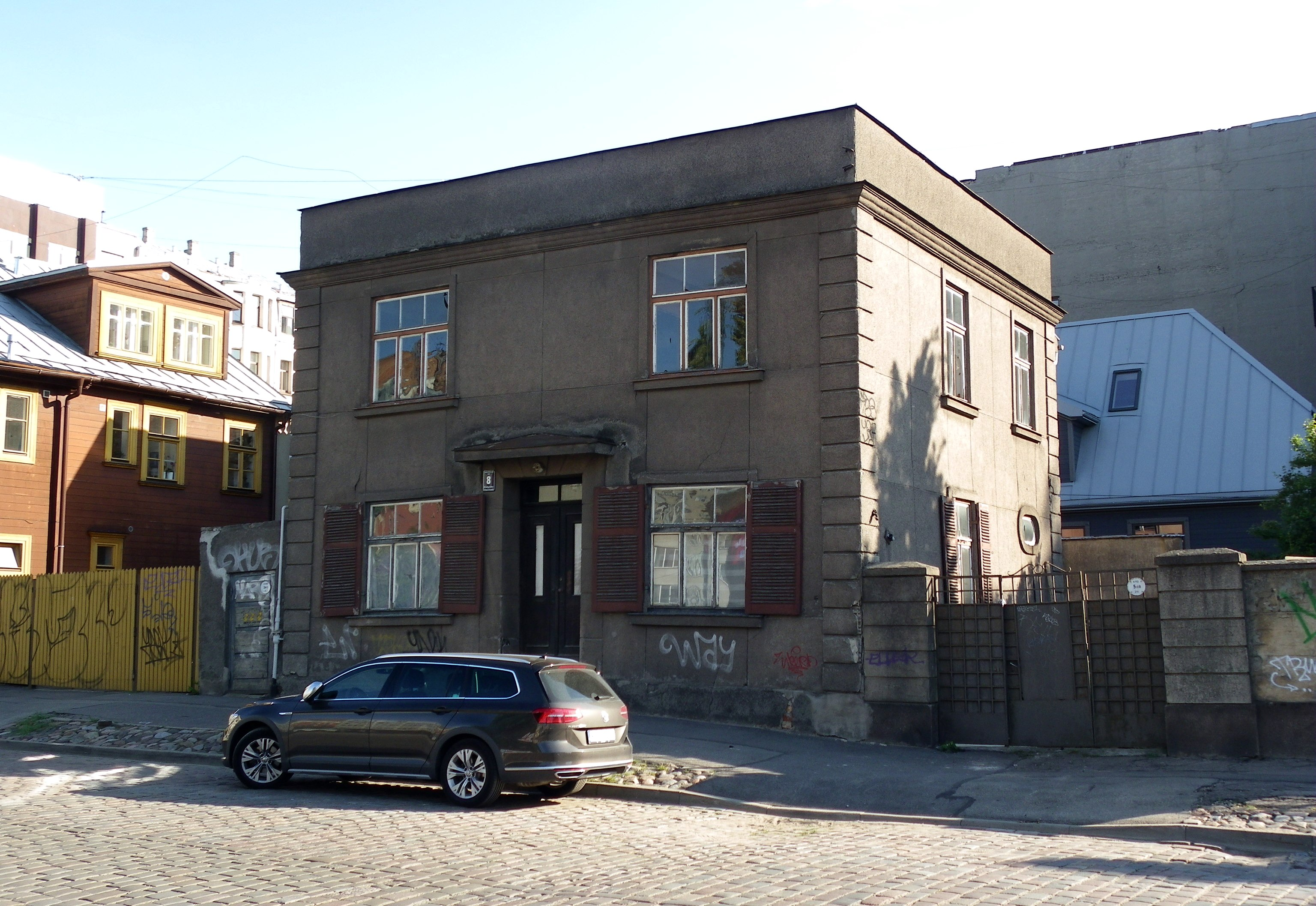
Дом № 8
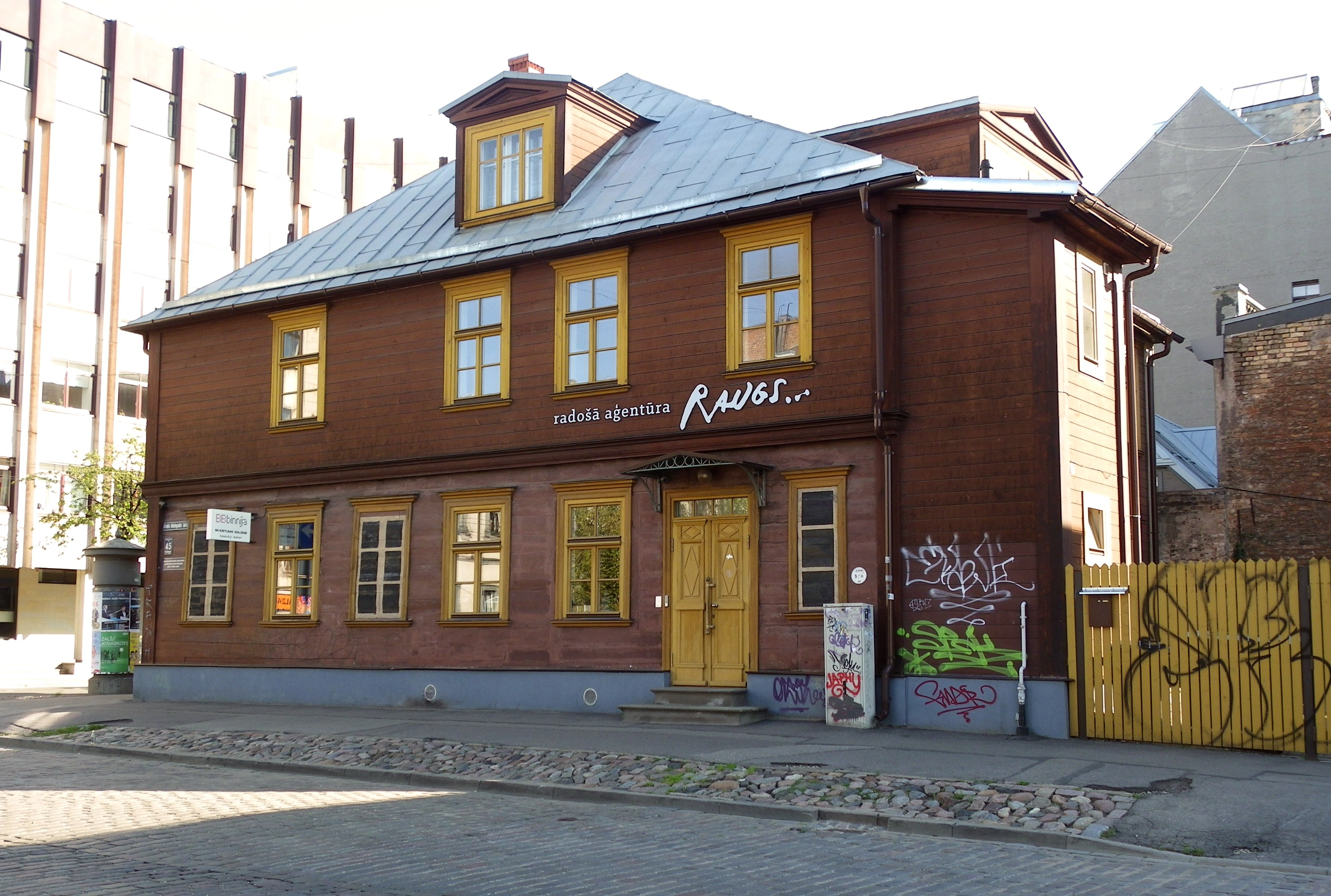
Угловой дом по ул. Кр. Валдемара, 45 (построен в 1813)

## Прилегающие улицы
- улица Стрелниеку
- улица Антонияс
- улица Заля
- улица Кришьяня Валдемара